# Commelina jaliscana
Commelina jaliscana är en himmelsblomsväxtart som beskrevs av Eizi Matuda. Commelina jaliscana ingår i släktet himmelsblommor, och familjen himmelsblomsväxter. Inga underarter finns listade.